# 中败酱
中败酱（学名：Patrinia intermedia）为败酱科败酱属的植物。分布在 中亚地区、俄罗斯西西伯利亚地区以及中国大陆的新疆等地，生长于海拔1,000米至3,000米的地区，一般生长在林缘、山坡草地、荒漠化草原、山麓或灌丛中，目前尚未由人工引种栽培。
其种加词“intermedia”意为“中间的”。